# Junior Paulo

a Compétitions nationales et continentales officielles uniquement.

b Matchs officiels uniquement.
Junior Paulo, né le 8 septembre 1983 à Auckland en Nouvelle-Zélande, est un joueur néo-zélandais de rugby à XIII d'origine samoane-américaine évoluant au poste de deuxième ligne ou de pilier. Il dispute la National Rugby League entre 2007 et 2009 avec les Parramatta Eels. Retenu dans la liste de l'équipe des Samoa pour la Coupe du monde 2008, c'est finalement en 2013 qu'il dispute la Coupe du monde mais avec la sélection américaine.

## Biographie
Paulo Junior est né à Auckland en Nouvelle-Zélande, il est issu d'une famille d'origine samoan-américain. Dans ses jeunes années, il est retenu dans l'équipe junior d'Australie de rugby à XIII. Toutefois, il ne parvient pas à s'installer durablement en National Rugby League malgré deux saisons au sein des Parramatta Eels. Cela ne l'empêche pas d'être retenu dans une pré-liste de la sélection samoane pour la Coupe du monde 2008 qu'il ne dispute pas. Cinq ans plus tard, c'est avec la sélection américaine qu'il parvient à disputer en 2013 la Coupe du monde. Grand artisan d'une victoire en match de préparation pour cet évènement contre la France, Junior Paulo poursuit sur cette lancée et est élu homme du match lors du premier match des États-Unis en Coupe du monde lors de sa victoire contre les îles Cook 32-20.